# Corneille de Lyon

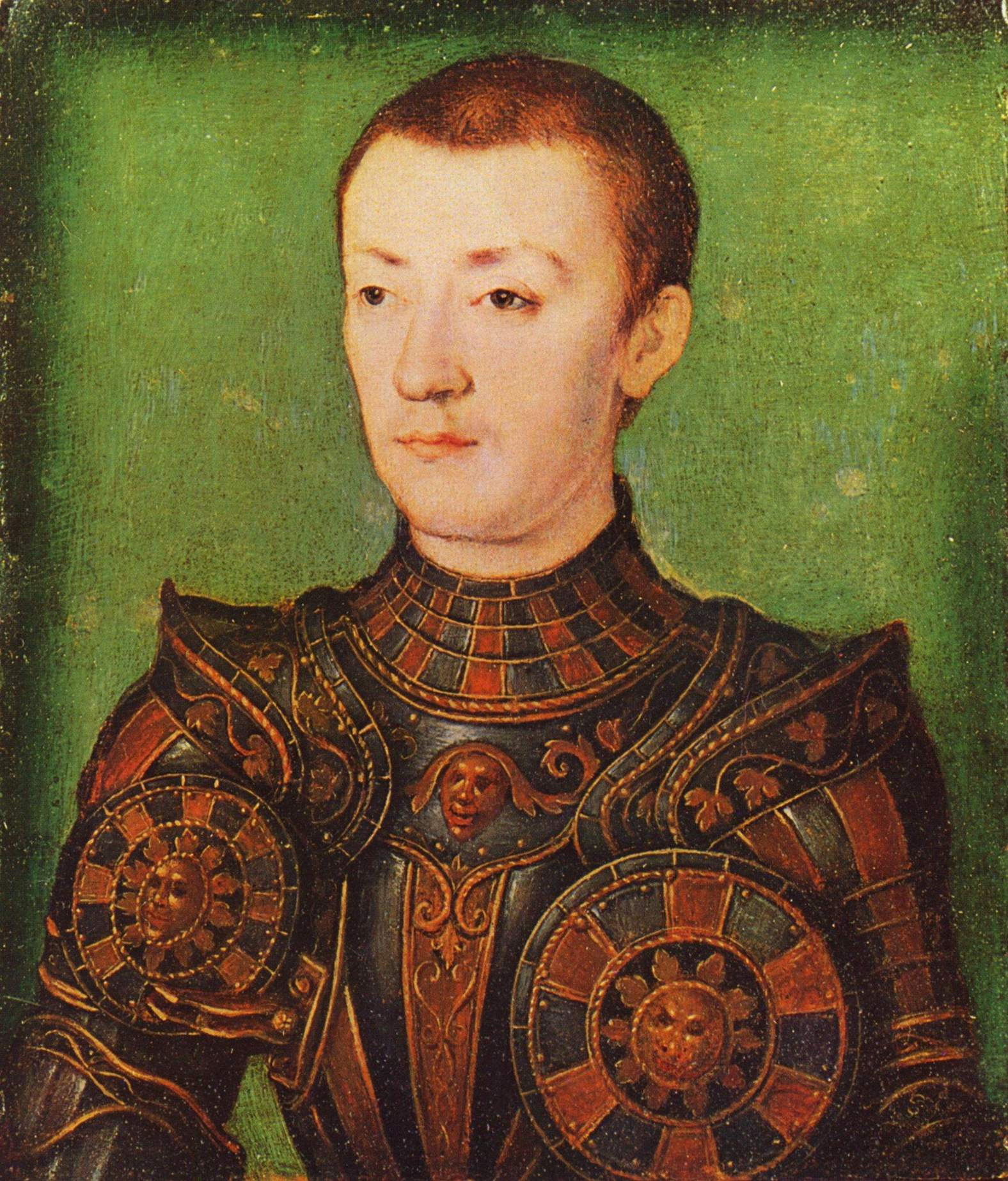
Portret Henryka II

Corneille de Lyon, Corneille de la Haye (ur. na początku XVI wieku, zm. ok. 1574) – malarz francuski pochodzenia niderlandzkiego. Nadworny malarz króla Henryka II.